# Babax
Babax is een geslacht van vogels uit de familie Leiothrichidae.